# أرنور أتلاسون
أرنور أتلاسون مواليد 23 يوليو 1984 في أكوريري، هو لاعب كرة يد أيسلندي. يلعب حاليا مع نادي آلبورغ لكرة اليد ويحمل الرقم 19. مثل منتخب آيسلندا لكرة اليد. شارك في دورة الألعاب الأولمبية الصيفية سنة 2008.

## المسيرة الاحترافية
لعب مع ناتسبيرنوفلاغ أكوريرار في سنة 2004، ثم انضم إلى نادي ماغديبورغ لكرة اليد في الدوري الألماني من سنة 2004 إلى 2006، ثم انضم إلى نادي فلنسبورغ هاندفيت لكرة اليد في موسم 2012–2013، ثم لعب مع نادي سانت رافاييل لكرة اليد في الدوري الفرنسي من سنة 2013 إلى 2016، ثم لعب مع نادي آلبورغ لكرة اليد في الدوري الدنماركي في سنة 2016.

## سجل المنافسة
شارك في البطولات التالية:
- بطولة العالم لكرة اليد للرجال 2015
- بطولة أوروبا لكرة اليد للرجال 2012
- بطولة أوروبا لكرة اليد للرجال 2014
- بطولة أوروبا لكرة اليد للرجال 2016
- الألعاب الأولمبية الصيفية 2012

## الميداليات
| الميدالية | المسابقة                           |
| --------- | ---------------------------------- |
| فضية      | الألعاب الأولمبية الصيفية 2008     |
| برونزية   | بطولة أوروبا لكرة اليد للرجال 2010 |

## وصلات خارجية
- أرنور أتلاسون على موقع الاتحاد الأوروبي لكرة اليد (الإنجليزية)
- أرنور أتلاسون على موقع اللجنة الأولمبية الدولية (الإنجليزية)
- أرنور أتلاسون على موقع أوليمبيديا (الإنجليزية)